# 페루치오 람보르기니
페루치오 람보르기니(Ferruccio Lamborghini, 1916년 4월 28일 ~ 1993년 2월 20일)는 이탈리아의 기업인으로, 람보르기니의 창립자이다.